# Tirà reial de capell daurat
El tirà reial de capell daurat (Myiodynastes chrysocephalus) és un ocell de la família dels tirànids (Tyrannidae).

## Hàbitat i distribució
Viu als clars del bosc, sovint a prop de l'aigua als turons i muntanyes des de l'extrem oriental de Panamà i oest i nord de Veneçuela, cap al sud, a través dels Andes de l'est de l'Equador i est del Perú fins al centre i sud-est de Bolívia.